# Karayaka, Erbaa
Karayaka là một thị trấn thuộc huyện Erbaa, tỉnh Tokat, Thổ Nhĩ Kỳ. Dân số thời điểm năm 2011 là 2.96 người.